# Station Wałbrzych Główny
Station Wałbrzych Główny is een spoorwegstation in de Poolse plaats Wałbrzych.